# Юледур (Совєтський район)
Юледу́р (рос. Юледур, марій. Йӱледӱр) — присілок у складі Совєтського району Марій Ел, Росія. Входить до складу Кужмаринського сільського поселення.

## Населення
Населення — 21 особа (2010; 24 у 2002).
Національний склад (станом на 2002 рік):
- марі — 100 %